# 勒特爾施泰因山 (巴伐利亞)
47°37′51″N 11°17′05″E / 47.630927°N 11.284748°E

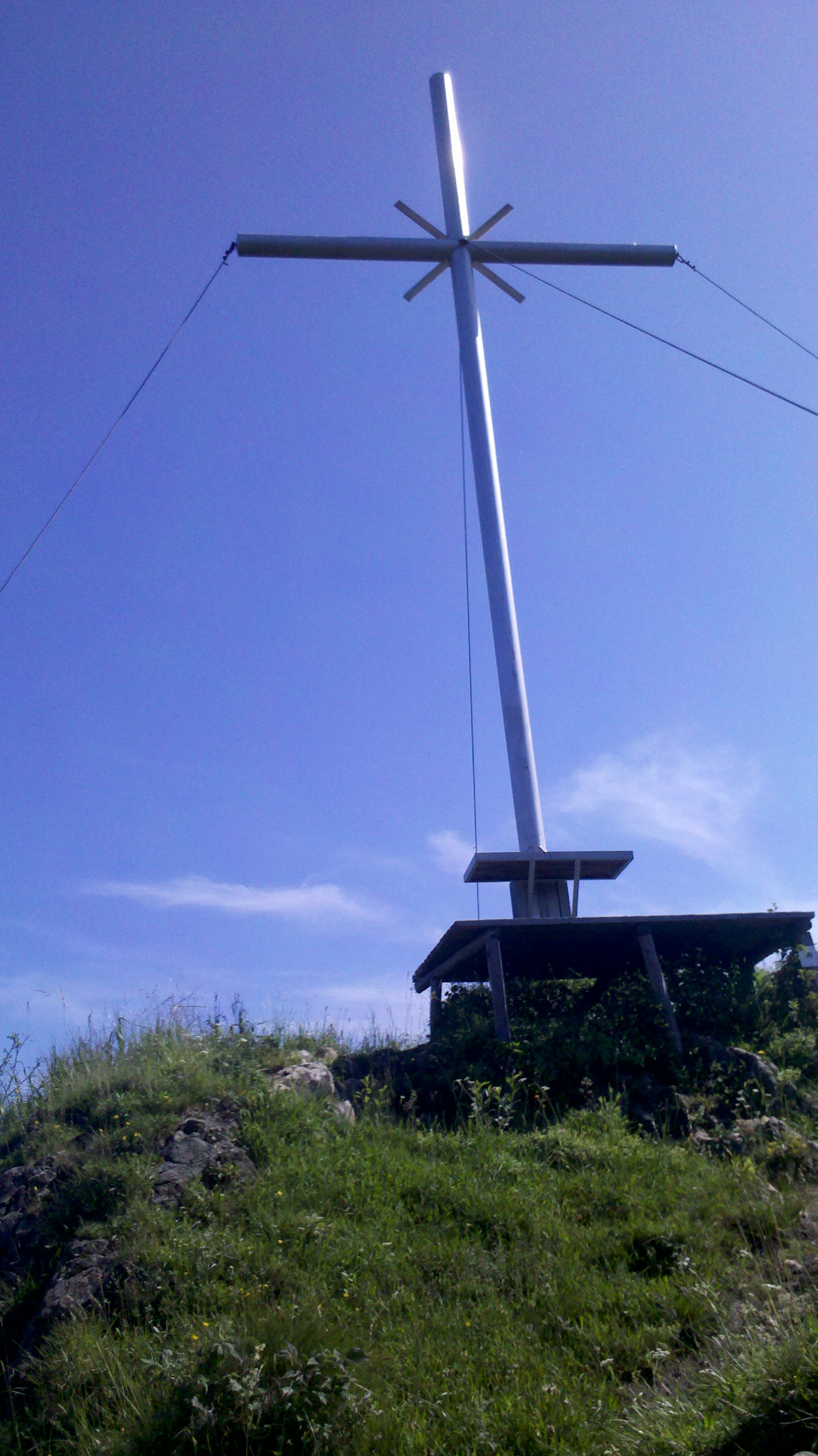

勒特爾施泰因山（德語：Rötelstein），是德國的山峰，位於該國東南部，由巴伐利亞負責管轄，屬於巴伐利亞前阿爾卑斯山脈的一部分，距離海姆加滕山1.1公里，海拔高度1,394米，每年平均降雨量1,715毫米。